# Saccopharynx lavenbergi
Saccopharynx lavenbergi – gatunek morskiej ryby głębinowej z rodzaju gardzielcowatych (Saccopharyngidae). 

## Występowanie
Wschodni Pacyfik.

## Opis
Gatunek batypelagiczny, występuje na głębokościach 2000–3000 m.